# チャングムの世界
チャングムの世界（チャングムのせかい）は2009年（平成21年）にTBSで放送された関東ローカルのミニ番組。全9回。出演は生田智子（ナレーション）。サミーの一社提供。
韓国ドラマ『宮廷女官チャングムの誓い』を2009年7月21日から再放送（関東ローカル）することを決定したTBS主導の韓流をテーマとした「熱韓（あつかん）プロジェクト」の一環として放送された。TBSはイベント広場に韓国料理専門店「チャングムレストラン」を設置していた。このプロジェクトには『ぱちんこCR宮廷女官チャングムの誓い』を開発・販売したサミーも参加していた。
映像は12秒間の『[宮廷女官チャングムの誓い』の一部映像（各回テーマにより内容は毎回違う）と後に続く55秒間の韓国現地撮影の映像から構成されていた。取り上げられるテーマは韓国料理、伝統医療、韓国の古建築など。
毎回アバンタイトルで「ドラマでは伝えきれないチャングムの奥深い世界へ誘う、ドラマから学ぶ韓国の魅力」との定型文句が読み上げられていた。第2回(7月17日放送)までは「今月21日から放送がスタートする宮廷女官チャングムの誓い」、再放送開始後の第4回(7月24日放送)からは「現在放送されている韓流ドラマ宮廷女官チャングムの誓い」の一文がその前に付く。
Gガイド番組表上の放送局公式情報は「韓国では最高視聴率57％を記録した国民的ドラマ『宮廷女官チャングムの誓い』の世界を紹介する番組です」。
なお、同時期のTBSは毎週水曜日にもミニ番組「美味しい韓国 맛있는 한국　〜チャングムの愛した食材〜」（ナレーションは同じく生田智子）を同年7月1日〜9月23日まで放送していた。これは一部地方局で同時ネットされていたため、『宮廷女官チャングムの誓い』TBS再放送については全く触れていない。